# 33690 Noahcain
33690 Noahcain è un asteroide della fascia principale. Scoperto nel 1999, presenta un'orbita caratterizzata da un semiasse maggiore pari a 3,1564835 UA e da un'eccentricità di 0,1257842, inclinata di 6,00415° rispetto all'eclittica.